# Lettere
Lettere ist eine Gemeinde mit 6070 Einwohnern (Stand 31. Dezember 2023) in der Metropolitanstadt Neapel, Region Kampanien. Sie ist Teil der Bergkomune Comunità Montana Monti Lattari - Penisola Sorrentina.
Die Nachbarorte von Lettere sind Angri (SA), Casola di Napoli, Corbara (SA), Gragnano, Ravello (SA), Sant’Antonio Abate und Tramonti (SA).

## Besonderheiten

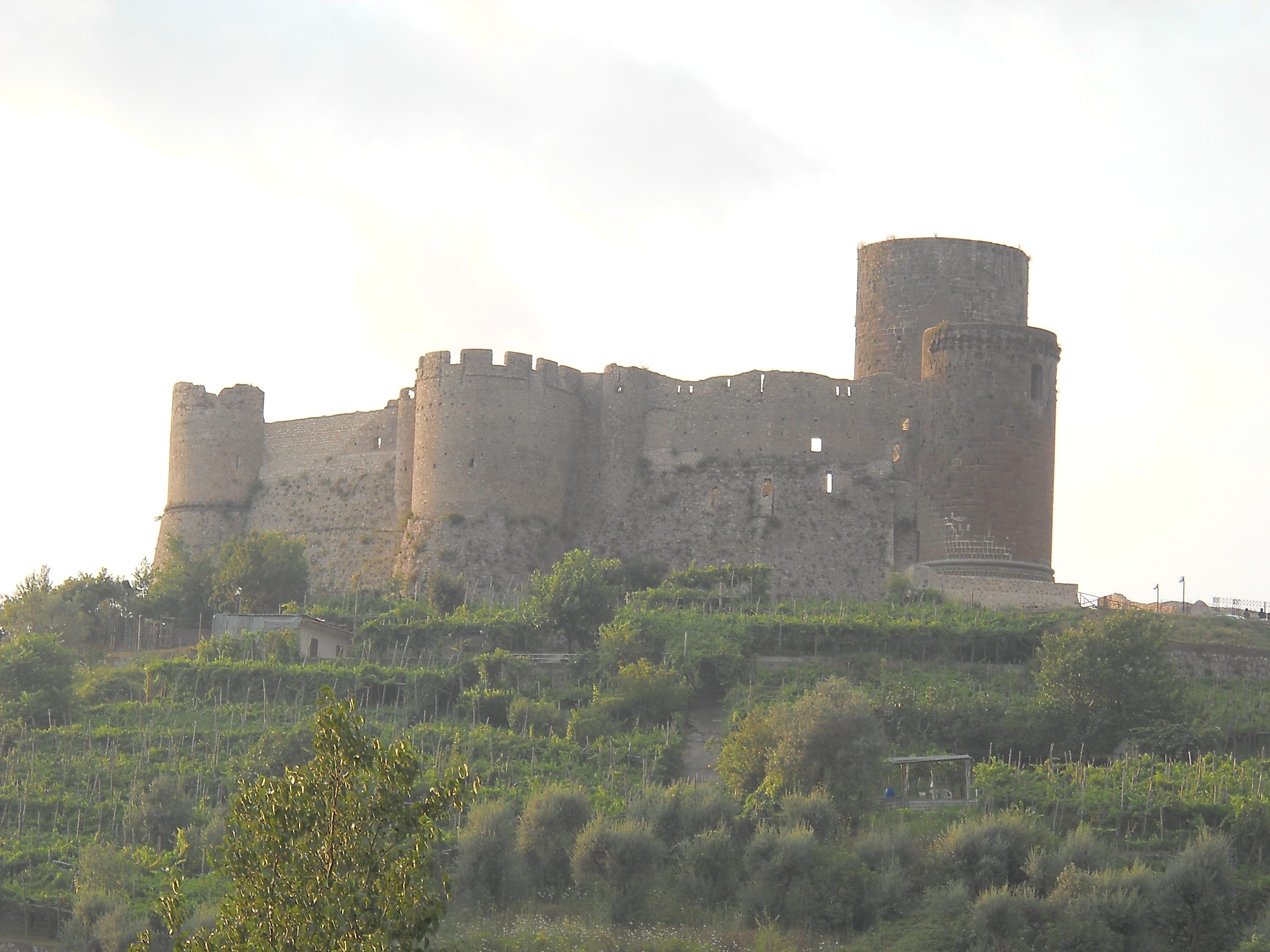
Das Kastell mit normannischen Baumerkmalen

Die Ortschaft wird von weither für Hochzeitsfeierlichkeiten angefahren. Deshalb sind im Ort für die Region überdurchschnittlich viele Restaurants vorhanden.
Das Kastell von Lettere ist aus der Ebene des Flusses Sarno, zwischen Torre Annunziata und der Stadt Sarno, weithin sichtbar. Es steht auf einem Bergsporn in über 300 m Höhe. Gebaut wurde die im Kastell eingeschlossene Kathedrale unter der Herrschaft des Erzbischofs von Amalfi. Bei bauarchäologischen Vergleichen konnte der Glockenturm in das 12. Jahrhundert datiert werden. Allerdings nennen Urkunden den Ort bereits 987. Zu diesem Zeitpunkt war es ein befestigtes Dorf mit einer Kathedrale. Das Kastell diente dem Fürsten von Amalfi als Befestigung an der nördlichen Grenze, als solches ist es ab dem 11. Jahrhundert erwähnt. Am Ende des Mittelalters war es ein Kastell mit eingeschlossenem Dorf und Kathedrale.  Die Herren von Lettere veränderten das Bauwerk von einer rein militärischen Anlage zu einem Feudalsitz durch die Öffnung vieler Fester. Unter der Herrschaft der Anjou erledigte sich die Aufgabe des Kastells als Grenzfeste. Damit entvölkerte sich das Dorf und die Kathedrale wurde 1570 als Ruine erwähnt.

## Bevölkerungsentwicklung
Lettere zählt 1908 Privathaushalte. Zwischen 1991 und 2001 stieg die Einwohnerzahl von 5415 auf 5605. Dies entspricht einem prozentualen Zuwachs von 3,5 %.